# Ауди Фронт
Ауди Фронт (на немски: Audi Front) е модел на Ауди, първият немски шестцилиндров автомобил с предно задвижване. Произвежда се през 1933 и 1934 година в заводите на Хорх. Известен е още като Audi Front 2 Liter Typ UW .
Двигателят е идентичен с този на Вандерер W22 – шестцилиндров редови с обем 2.0 литра. Мощността му е 40 к.с. (29 kW), максималната скорост – 100 км/ч. Автомобилът е с предно предаване и четиристепенна скоростна кутия.
Предлага се във вариантите лимузина с четири врати, спортна лимузина с четири врати и кабриолет с две врати. Произведени са около 2000 бройки.